# Stegonotus lividus
Stegonotus lividus — вид змій родини полозових (Colubridae). Ендемік Індонезії.

## Поширення і екологія
Stegonotus lividus є ендеміками острова Семау в архіпелазі Малих Зондських островів. Вони живуть в сухих тропічних лісах.